# Света Марія
46°20′ пн. ш. 16°44′ сх. д. / 46.33° пн. ш. 16.73° сх. д.
Света Марія (хорв. Sveta Marija) – громада і населений пункт в Меджимурській жупанії Хорватії.

## Населення
Населення громади за даними перепису 2011 року становило 2 317 осіб. Населення самого поселення становило 1 594 осіб.
Динаміка чисельності населення громади:
Динаміка чисельності населення центру громади:

## Населені пункти
Крім поселення Света Марія, до громади також входить Доній Михалєвець.

## Клімат
Середня річна температура становить 10,34°C, середня максимальна – 24,34°C, а середня мінімальна – -5,93°C. Середня річна кількість опадів – 766,00 мм.
| Клімат поселення                              | Клімат поселення | Клімат поселення | Клімат поселення | Клімат поселення | Клімат поселення | Клімат поселення | Клімат поселення | Клімат поселення | Клімат поселення | Клімат поселення | Клімат поселення | Клімат поселення | Клімат поселення |
| Показник                                      | Січ.             | Лют.             | Бер.             | Квіт.            | Трав.            | Черв.            | Лип.             | Серп.            | Вер.             | Жовт.            | Лист.            | Груд.            |                  |
| Середній максимум, °C                         | 5,46             | 7,31             | 11,76            | 16,20            | 21,61            | 24,34            | 23,93            | 23,43            | 19,30            | 14,28            | 8,44             | 5,06             |                  |
| Середня температура, °C                       | −0,24            | 1,60             | 6,03             | 10,48            | 15,91            | 18,64            | 20,13            | 19,62            | 15,50            | 10,48            | 4,62             | 1,25             |                  |
| Середній мінімум, °C                          | −5,93            | −4,08            | 0,36             | 4,80             | 10,21            | 12,93            | 16,33            | 15,82            | 11,70            | 6,67             | 0,83             | −2,56            |                  |
| Норма опадів, мм                              | 38               | 38               | 47               | 59               | 69               | 86               | 83               | 76               | 73               | 66               | 76               | 55               |                  |
| Середньомісячна швидкість вітру, м/с          | 2.20             | 2.40             | 2.80             | 2.75             | 2.50             | 2.30             | 2.20             | 2.00             | 2.00             | 2.00             | 2.20             | 2.20             |                  |
| Середньомісячна сонячна радіація, кДж/м²·день | 3936             | 6733             | 10581            | 15059            | 19272            | 21174            | 21639            | 19049            | 14047            | 8645             | 4473             | 3217             |                  |
| --------------------------------------------- | ---------------- | ---------------- | ---------------- | ---------------- | ---------------- | ---------------- | ---------------- | ---------------- | ---------------- | ---------------- | ---------------- | ---------------- | ---------------- |
| Джерело:                                      |                  |                  |                  |                  |                  |                  |                  |                  |                  |                  |                  |                  |                  |